# ROOT (アルバム)
『ROOT』（ルート）は、SURFACEの3枚目のオリジナルアルバムである。2001年6月27日にリリースされた。

## 概要
- 前作『Fate』から1年ぶりとなるオリジナルアルバム。
- 初回のみイエローパッケージ仕様、ポスターの応募はがき付。
- オリジナルアルバムでは本作が最後のオリコントップ10入りである。

## 収録曲
作詞：YOSHIHARU SHIINA／作曲：TAKAO NAGATANI／編曲：SURFACE
1. Route 3
2. .5 (HALF)
10枚目のシングル
3. 御褒美
4. √2
5. Super Funky
6. ボクハミタサレル-ROOT MIX-
9枚目のシングルをミックスバージョンで収録。
7. about love
10枚目のシングル
8. R.O.S
9. らしさ らしく
10. その先にあるもの-ROOT MIX-
11枚目のシングルをミックスバージョンで収録。
11. そっちじゃない